# بيركهولدرية جذرية
بيركهولدرية جذرية (الاسم العلمي: Burkholderia tuberum) هي نوع من البكتيريا، سلبية الغرام، تتبع جنس البيركهولدرية.